# Hemtjärnen (Offerdals socken, Jämtland)
Hemtjärnen är en sjö i Krokoms kommun i Jämtland och ingår i Indalsälvens huvudavrinningsområde. Sjön har en area på 0,159 kvadratkilometer och ligger 425,3 meter över havet.
Tjärnen innehåller mängder av abborre och ett visst bestånd av öring samt någon lake.

## Delavrinningsområde
Hemtjärnen ingår i delavrinningsområde (706051-138895) som SMHI kallar för Inloppet i Västsjön. Medelhöjden är 514 meter över havet och ytan är 30,02 kvadratkilometer. Det finns inga avrinningsområden uppströms utan avrinningsområdet är högsta punkten. Ångsjöån som avvattnar avrinningsområdet har biflödesordning 3, vilket innebär att vattnet flödar genom totalt 3 vattendrag innan det når havet efter 278 kilometer. Avrinningsområdet består mestadels av skog (76 procent) och sankmarker (14 procent). Avrinningsområdet har 1,03 kvadratkilometer vattenytor vilket ger det en sjöprocent på 3,4 procent.